# The Cuckoo Clocks of Hell
The Cuckoo Clocks of Hell es el decimotercer álbum del virtuoso guitarrista Buckethead, lanzado el 20 de abril de 2004.

El álbum contiene 17 canciones y es considerado por los fanáticos como el álbum más pesado de Buckethead.[cita requerida]

## Canciones
1. Descent of the Damned – 3:06
2. Spokes for the Wheel of Torment – 2:17
3. Arc of the Pendulum – 2:32
4. Fountains of the Forgotten – 3:22
5. The Treeman – 3:40
6. Pylegathon – 2:35
7. Traveling Morgue – 3:18
8. One Tooth of the Time Train – 3:27
9. Bedlam's Bluff – 3:15
10. Beaten With Sledges – 2:52
11. Woods of Suicides – 3:28
12. Yellowed Hide – 3:37
13. Moths to Flame – 3:13
14. The Ravines of Falsehood – 3:11
15. The Black Forest – 2:12
16. Haven of Black Tar Pitch – 3:19
17. The Escape Wheel – 2:52

## Créditos
1. Buckethead - Todas las guitarras y Bajo
2. Brain - Percusión
3. Dan Monti - Productor, Programador, Mezclador y Técnico
4. Robert Hadley - Masterización
5. Bryan Theiss - Trabajo artístico
6. P-Sticks - Trabajo artístico (Portada trasera, cuadros adentro del folleto)
7. Steven Morrison - inspiración del título